# Loveč
Loveč (bugarski:  Ловеч) je grad na sjeveru središnje Bugarske s 50 000 stanovnika. Loveč je upravno središte bugarske Oblasti Loveč, udaljen je oko 150 km od glavnog grada Sofije. Pored Loveča nalaze se gradovi; Pleven, Trojan i Teteven.

## Zemljopisne osobine
Loveč se nalazi na padinama Planine Balkan na sjeveru Bugarske. Leži na obadvije obale rijeke Osam. Loveč leži na 200 m nadmorske visine. U gradu je najviša točka na brdu Akbair od 450 m. Loveč je grad prostranih parkova.

## Povijest

### Za antike
Prvi stanovnici grada bili su pripadnici tračkog plemena Meldi, čiji se tragovi mogu pratiti od 4. stoljeća pr. Kr. do 3. stoljeća pr. Kr. Oni su na teritoriju današnjeg Loveča osnovali svoj glavni grad  Melta (arheološko nalazište  Varoš). Nakon rimskih osvajanja Rimljani su podignuli vojničku utvrdu  Prezidium na važnoj cesti, dijelovi te ceste vidljivi su i danas po gradu.

### Srednji vijek
Bivša Rimska utvrda Hisarja, koja se nalazi na istoimenom brijegu bila je mjesto gdje je 1187. godine potpisan Mir između Bugarske i Bizantskog carstva, njime je potvrđena neovisnost Bugarske i time je obnovljeno Drugo bugarsko carstvo. U XII st Loveč je izrastao u značajan trgovački centar, jedan od najpoznatijih u Bugarskoj.
Turska invazija kraja oko Loveča zbila se sredinom XIV st., no utvrda nad gradom Hisarja pala je posljednja tek 1446. godine. Loveč je i pored velikog otpora kojeg je pružio, uživao izvjesne privilegije kod Turaka; oni se nisu smjeli naseljavati u gradu, i nisu uzimali bugarsku djecu kao danak u krvi. (Janjičar).

### Grad za otomanske vlasti
U 17 st. Loveč (tadašnja Lofça na turskom bila je ponovno značajno trgovačko mjesto kojeg su tada zvali na turskom Altan Loveč (Zlatni Loveč).
1784. godina bila je najgora u povijesti grada, tada je spaljen i razoren od strane turske vojske. Od 20 000 stanovnika koliko ih je tada živjelo u Loveču, preživjelo je samo 4 600.
Za vrijeme bugarskog nacionalnog preporoda i borbe za nacionalnu neovisnost od Otomanskog carstva, Loveč se našao u središtu odakle je Unutrašnja revolucionarna organizacija Vasila Levskog, zvana Tajni revolucionarni komitet rukovodila akcijama za oslobođenje. Levskog su uhitili turski vojnici pored Loveča, kod sela Kakrina, te ga nakon toga objesili u Sofiji. U Loveču se nalazi najveći muzej Vasila Levskog u Bugarskoj u kojem se nalaze mnoge njegove osobne stvari poput notesa, odjeće, oružja.
Između 1872. – 1874., bugarski graditelj iz doba nacionalnog preporoda Nikola Fičev, zvan i Koljo Fičeto, podigao je poznati Natkriveni most (Покрит мост) preko rijeke Osam, jedini takav most na cijelom Balkanu. Most je izgorio 1925. godine, ali je obnovljen 1931. godine.  Danas povezuje novi i stari dio grada, a na njemu se nalaze brojni kafeji i trgovine suvenira.
Za vrijeme Rusko-turskog rata 1877-1878, pored Loveča se odigrala značajna bitka, poznata kao Bitka kod Loveča.  Nakon bitke, iz grada su protjerane mnoge turske obitelji. Te izbjeglice poznate pod imenom Lofçalılar većinom su se skrasile u obližnjim turskim gradovima Istanbulu, Edirneu i Bursi.

### Loveč danas
U novija vremena Loveč je bio poznat kao grad u kojem je startalo učenje stranih jezika u Bugarskoj. Prva takva škola bio je Američki koledž iz 1881. Nakon toga osnovana je 1950. prva škola stranih jezika, u kojem se moglo učiti; engleski, francuski i njemački. Ubrzo su se škole engleskog i francuskog preselile u Sofiju ( 1954. engleski) i Varnu (1958. francuski) a njemački je ostao u Loveču od 1959. – 1984. god.

### Gospodarstvo
9. travnja, 2009. američka tvrtka Great Wall Motor  i bugarska tvrtka Litex Motors potpisali su ugovor o gradnji proizvodnih pogona za Great Wall Hover, Great Wall Wingle i Great Wall Florid u Loveču, Bugarska.
To je investicija vrijedna 80 milijuna eura, koja će gradu donijeti 1 500 novih radnih mjesta. Predviđeno je da se pogoni prorade u listopadu 2010. oni bi trebali pomoći tvrtki Great Wall Motor u plasmanu njihove robe na tržište EU.

## Znamenitosti Loveča
- Kuća Tinkova
- Natkriveni most, graditelja Koljo Fičeta
- Tvrđava Hisarja
- Spomenik Vasilu Levskom
- Spomenik ruskim vojnicima palim za Rusko-turskog rata 1877.-'78.
- Stari dio grada - Varoš
- Park Strateš s najvećim zoološkim vrtom u tom dijelu Bugarske

### Muzeji
- Muzej Vasila Levskog
- Povijesni muzej Loveč
- Drasova, memorijalna kuća
- Rašova, memorijalna kuća
- Škola Sv. Kliment Ohridski

## Šport
- Loveč, jedna od boljih bugarskih nogometnih momčadi
- Osam, muški rukometni klub
- Loveč '98, ženski rukometni klub
- Eagles, košarkaški klub

## Poznati sugrađani
- Georgi Ivanov - prvi bugarski kozmonaut

## Zbratimljeni gradovi
- Thun, Švicarska
- Erfurt, Njemačka, od 1971. godine
- Rjazan, Rusija, od 1964. godine

## Slike iz Loveča
- Središte grada
- Središte grada
- dio grada Varoš
- Utvrda Hisarja

## Vanjske poveznice
- Službene stranice grada  Arhivirana inačica izvorne stranice od 10. rujna 2005. (Wayback Machine)
- Novosti iz Loveča  Arhivirana inačica izvorne stranice od 19. prosinca 2008. (Wayback Machine)